# SpicySoupCurry LEGON
Spicy Soup Curry LEGONは、2006年に札幌市西区で創業したスープカレー専門店。札幌市出身の山田光明が開店した。スープカレー店の中でも独自スパイスを巧みに使用した本格スパイス系カレーの代表店として知られている。
人気メニューは、パリパリチキンカレーととろたまベーコンカレー。

## 主力商品
- ご存知パリッパリチキンカレー
- 気まぐれたっぷり彩り野菜カレー
- ルスツもち豚炙り角煮カレー
- チーズとろったまベーコンのカレー
- 手仕込みジューシーハンバーグカレー
- スパイシー炙りラムカレー
- コリコリ鶏だんごのカレー
- 野菜たっぷり手づくり水餃子のカレー
- 海鮮カレー
- LEGON KIDS カレー